# 张元培
张元培（1913年—1981年），福建永定人，中国人民解放军将领、中国人民解放军少将。
1970年，接替周仁杰，担任南海舰队司令员。1975年，由谭知耕接任。1955年，授中国人民解放军少将军衔。后担任解放军总后勤部副部长。